# Ypsilon
Ypsilon (Υ; υ) è la ventesima lettera dell'alfabeto greco. È una delle sette vocali; è ancipite, cioè la sua quantità può essere breve o lunga. 
Il nome può essere accentato:
- secondo l'originale greco hypsilòn, pronuncia desueta in italiano;
- alla latina (applicando la legge della penultima) hypsìlon, in italiano adottata di recente nell'uso colto;
- con accento sulla terz'ultima hỳpsilon (o ìpsilon), pronuncia in italiano di gran lunga dominante, derivante probabilmente dal greco quattro-cinquecentesco e presente anche in greco moderno: ύψιλον[1].

Il nome ὗ ψιλόν, cioè "y semplice", le fu dato per distinguerla dal dittongo οι nel lungo periodo (presumibilmente dall'età alessandrina fino al X secolo d.C. circa) in cui ebbero ambedue la pronuncia /y/ (allo stesso modo, la ε fu chiamata ἒ ψιλόν, cioè e semplice, in opposizione al dittongo omofono αι). In epoca classica era conosciuta come ὗ /hy:/.
La pronuncia in attico classico corrisponde alla u francese o ü tedesca, /y/, mentre nella lingua arcaica aveva suono /u/, come la u italiana. Con questo suono, e senza il tratto verticale inferiore, è passata all'alfabeto latino come V/U.
Nel greco moderno si pronuncia /i/, a meno che non si trovi nei "dittonghi" αυ, ευ, ηυ (pronunciati /af/, /ef/, /if/ se in finale di parola o se seguiti da consonante sorda, o /av/, /ev/, /iv/ se seguiti da vocale o consonante sonora) e ου (pronunciato complessivamente /u/).